# سوپرجام فوتبال ایتالیا ۲۰۱۲

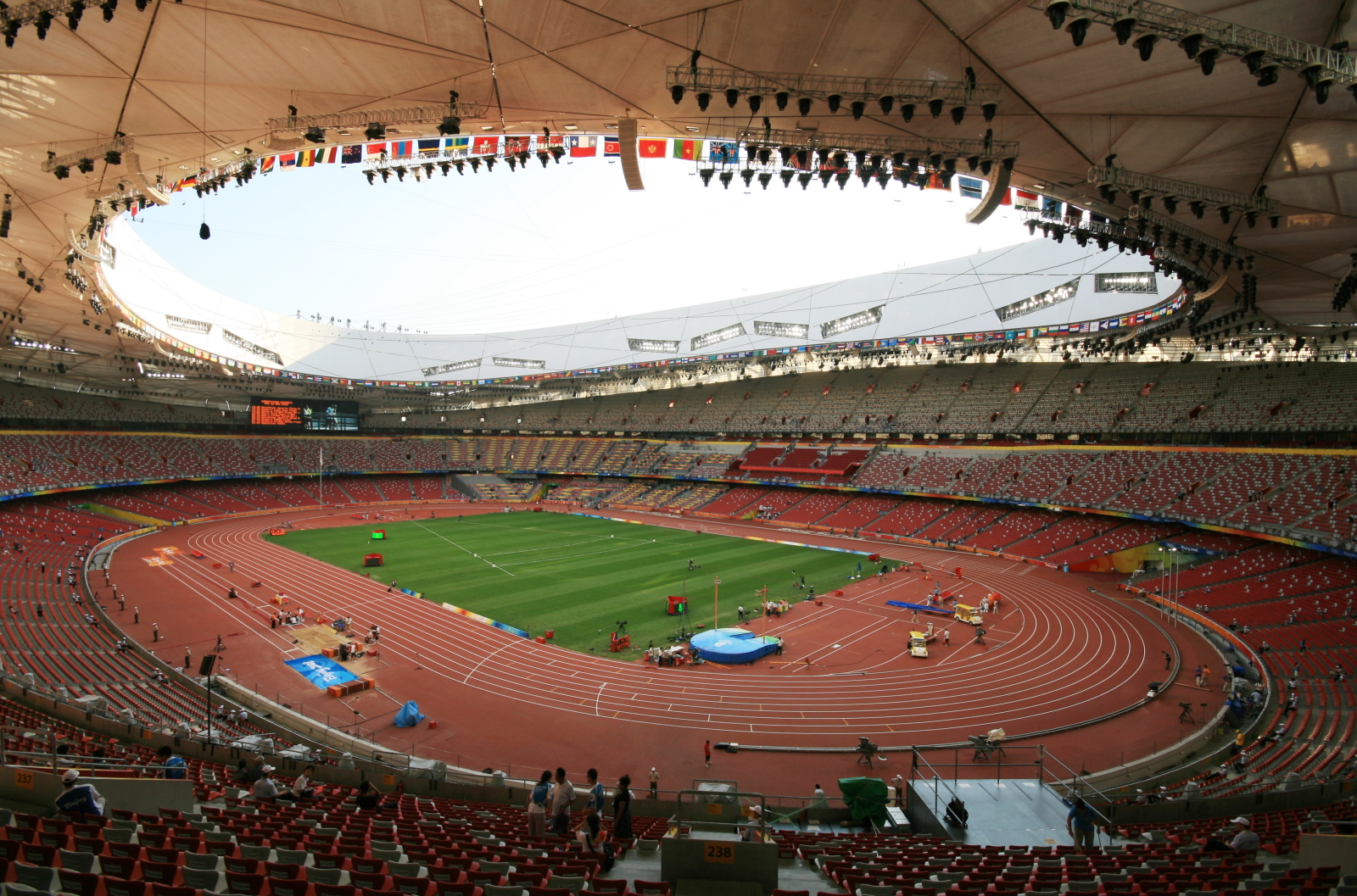
نمایی از ورزشگاه ملی پکن، محل برگزاری فینال

سوپر جام فوتبال ایتالیا ۲۰۱۲ (انگلیسی: 2012 Supercoppa Italiana) بیست و پنجمین دورهٔ مسابقهٔ سوپر جام فوتبال ایتالیا بود که بین قهرمان سری آ و قهرمان جام حذفی فوتبال ایتالیا برگزار شد.
این دیدار در تاریخ ۱۱ اوت ۲۰۱۲ برگزار شد و یوونتوس به مقام قهرمانی دست یافت.

## تیم‌ها
- یوونتوس: قهرمان سری آ فصل ۱۲-۲۰۱۱
- ناپولی: قهرمان جام حذفی ایتالیا فصل ۱۲-۲۰۱۱